# ロジャー安川
ロジャー安川（-やすかわ、1977年10月10日 - ）は日系アメリカ人のレーシングドライバー・スポッター。アメリカ合衆国・カリフォルニア州出身。身長171cm、体重68kg。マネジメントはSpeed of Japanに委託している。アメリカ国籍だが、日本のメディアでは日本人として紹介されることが多い。
父はF1のレイトンハウス・マクラーレン等で要職を歴任した安川実。

## 略歴
アメリカで生まれ、日本とイタリアで育つ。モータースポーツ業界で働く父の影響を受け、1990年にカートを始める。日本で育つうちに英語はすっかり忘れていたため、1から勉強し直したという。1997年にイギリスのジュニア・フォーミュラであるフォーミュラ・ボクスホール・ジュニアに参戦して本格的に四輪レース活動を開始。1998年にはアメリカのフォーミュラ・ダッジシリーズのシリーズチャンピオンを獲得。以後アメリカでチャンプカーやインディカー・シリーズの下位カテゴリに参戦する。
2003年に鈴木亜久里率いる「スーパーアグリ・フェルナンデス・レーシング」からインディカー・シリーズにフル参戦を開始するが、1年でシートを失う。その後2005年にドレイヤー&レインボールド・レーシングから再度インディカー・シリーズにフル参戦するが結果を残せず、2006年以降はスポット参戦するのみの状態が続いた。

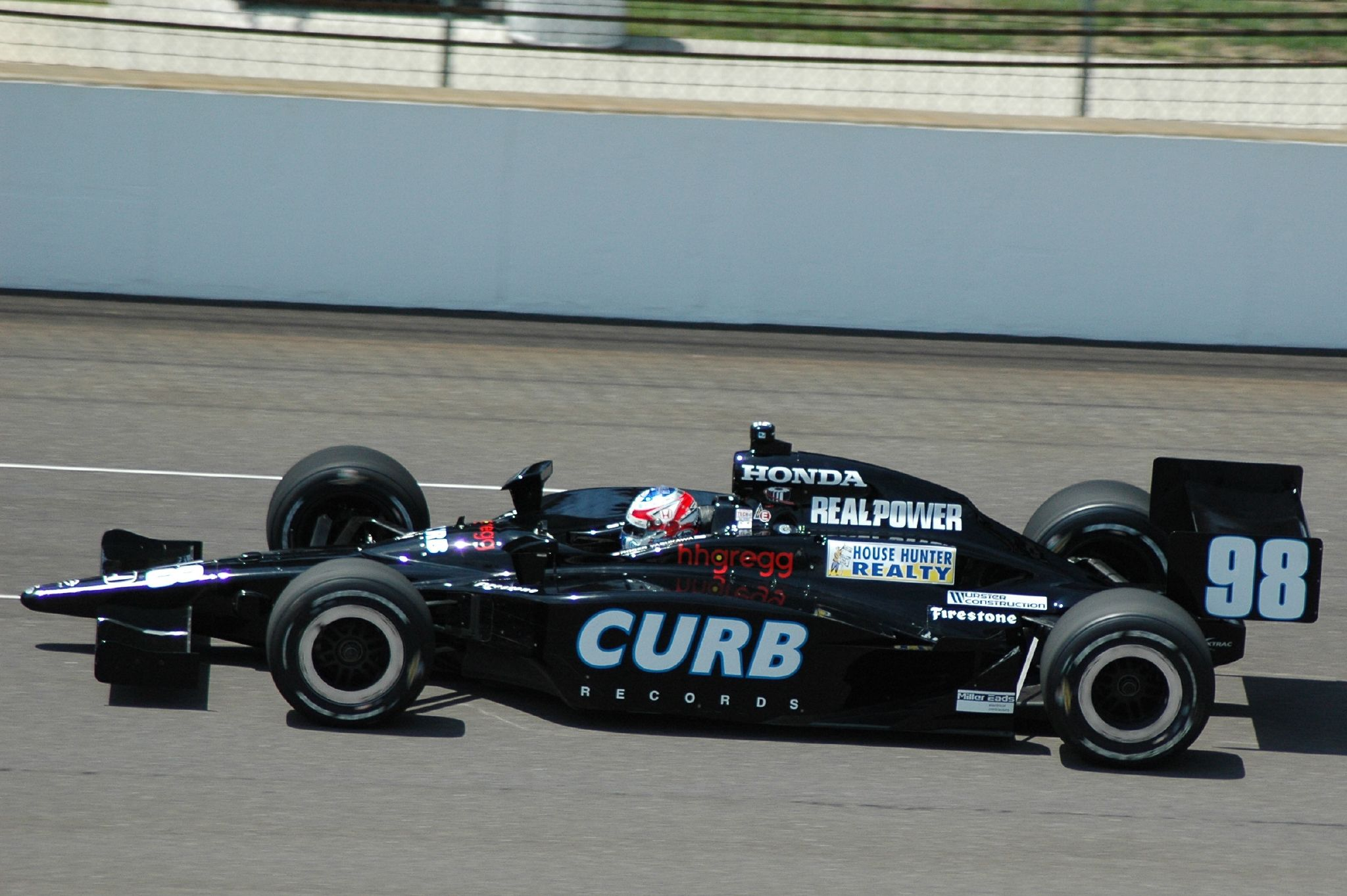
2008年インディ500のプラクティスにて

モナコグランプリ・ル・マン24時間レースとならぶ世界三大レースのひとつであるインディ500に2003年から2007年までの5年連続で参戦した。2008年は6年連続での出場に挑戦したが予選落ちとなって記録は途絶えた。
翌2009年はコンクエスト・レーシングからインディ500参戦のために交渉を行ったものの、ブルーノ・ジュンケイラにシートを奪われてしまい出場できなかった。なおインディジャパン300にはドレイヤー&レインボールド・レーシングから参戦した。
2010年から佐藤琢磨の専属スポッター（オーバルコースのレースにおいて、高所から担当する車の左右や後方に位置する他の車の動きを確認してドライバーに知らせる役割）として契約し活動する。そして第16戦インディジャパンではコンクエストレーシングからスポット参戦し、20位完走の結果を残した。
2014年に安川はドライバーとしての復帰を探るため、一時的に佐藤とのコンビを解消した。しかし後に佐藤の直談判により、再びコンビ復活と相成った。
2017年の第101回インディ500では終始、的確な状況説明で佐藤のドライビングを支えインディ500優勝における重要な役目を果たした。スポッターは通常英語のみ使用するが佐藤琢磨がブリックヤード（フィニッシュライン）を超えた後「おめでとう」と日本語で短く祝いの言葉を本人に伝えている。
2018年1月に佐藤がメインゲストとして出演した、NHKの地上波番組である『嵐・相葉のグッと！スポーツ』でスタジオにサプライズ登場。二人の絆の深さが紹介された。
2019年にはチームスタッフとしてチーム郷に加入。2020年にはチーム郷がデイル・コイン・レーシングとの協力体制によりインディカー・シリーズに参戦することになり、アレックス・パロウのスポッターを務める。2021年、パロウがチップ・ガナッシ・レーシングへ移籍すると安川も一緒に移籍し、おもにパロウのマネージャーを務めている。同年パロウはチャンピオンを獲得した。

## 参照
1. ↑  
“Champ Car Atlantic Drivers: Roger Yasukawa”. Champ Car Atlantic official website 2008年8月21日閲覧。
2. ↑  
“Success at home and a world of experience - Rising Star: Roger Yasukawa”. BNET 2008年8月21日閲覧。 [リンク切れ]